# て
て або テ (/te/; МФА: [te] • [te̞]; укр. те) — склад в японській мові, один зі знаків японської силабічної абетки кана. Становить 1 мору. Розміщується у комірці 4-го рядка 4-го стовпчика таблиці ґодзюон.
Має похідні дзвінкі звуки — で або デ (/de/; МФА: [de] • [de̞]; укр. де).

## Короткі відомості

### Опис
Фонема сучасної японської мови. Складається з одного ясенного приголосного звука та одного неогубленого голосного переднього ряду високо-середнього піднесення /e/ (え). Приголосні бувають різними залежно від типу.
| Глухий ясенний проривний:   |  | /t/ → | て | [te] | (основний звук) |
| Дзвінкий ясенний проривний: |  | /d/ → | で | [de] | (похідний звук) |

### Порядок
Місце у системах порядку запису кани:
- Порядок ґодзюону: 19.
- Порядок іроха: 35. Між え і あ.

### Абетки
- Хіраґана: て

Походить від скорописного написання ієрогліфа 天 (тен, Небеса).
- Катакана: テ

Походить від скорописного написання лівої частини ієрогліфа 天 (тен, Небеса).
- Манйоґана: 堤 • 天 • 帝 • 底 • 手 • 代 • 直

### Транслітерації

#### て
- Кирилиця:
Система Поліванова: ТЕ (те).
Альтернативні системи: ТЕ (те).
- Латинка
Система Хепберна: TE (te).
Японська система: TE (te).
JIS X 4063: te
Айнська система: TE (te).

#### で
- Кирилиця:
Система Поліванова: ДЕ (де).
Альтернативні системи: ДЕ (де)
- Латинка
Система Хепберна: DE (de).
Японська система: DE (de).
JIS X 4063: de
Айнська система: DE (de).

### Інші системи передачі
- Шрифт Брайля:
| ●● ●－ |
- Радіоабетка: ТЕґамі но ТЕ (手紙のテ; «те» листа)
- Абетка Морзе: ・－・－－